# Trapagaran / Valle de Trapaga
Valle de Trápaga-Trapagaran (baskiska: Trapagaran) är en kommun i Spanien. Den ligger i Biscayaprovinsen i den autonoma regionen Baskien i norra delen av landet, 300 km norr om huvudstaden Madrid. Antalet invånare är 11 898 (2024). Arean är 12,86 kvadratkilometer. Valle de Trápaga-Trapagaran gränsar till Barakaldo, San Pedro Galdames, Ortuella, Portugalete och Sestao. 